# 武田国拓
武田 国拓（たけだ くにひろ、1983年6月28日 - ）は、沖永良部島、和泊町出身のウルトラマラソンランナー。沖永良部島ランニング観光大使。身長168cm、体重53kg。
和泊町立和泊小学校、和泊町立和泊中学校卒業後、川島学園鹿児島実業高等学校から陸上自衛隊国分駐屯地第12普通科連隊、ツネヨシスポーツ（霧島市国分）､京セラ鹿児島、和泊町役場、にこにこクリニック、イルカ運輸、本部医院。現在は神村学園専修学校在学中。第68回鹿児島県下一周市郡対抗駅伝競走大会では日置チームの49年ぶり総合優勝に貢献。

## 自己ベスト
- 800m:1分56秒81(2002)
- 1500m:3分54秒62(2007)
- 3000m:8分19秒20 (2007)
- 5000m:14分21秒98(2006)
- 10000m:29分26秒19(2006)
- 3000msc:8分53秒48(2009)
- ハーフマラソン:1時間03分21秒(2008)
- マラソン:2時間18分48秒(2008)
- 10マイル:48分53秒(2008)
- 24時間走：231.379km（2014）

| スタブアイコン | サブスタブ | この項目は、まだ閲覧者の調べものの参照としては役立たない、スポーツ関係者に関連した書きかけの項目です。この項目を加筆・訂正などしてくださる協力者を求めています（P:スポーツ/PJ:スポーツ人物伝）。 |